# Georg Friedrich Sigwart

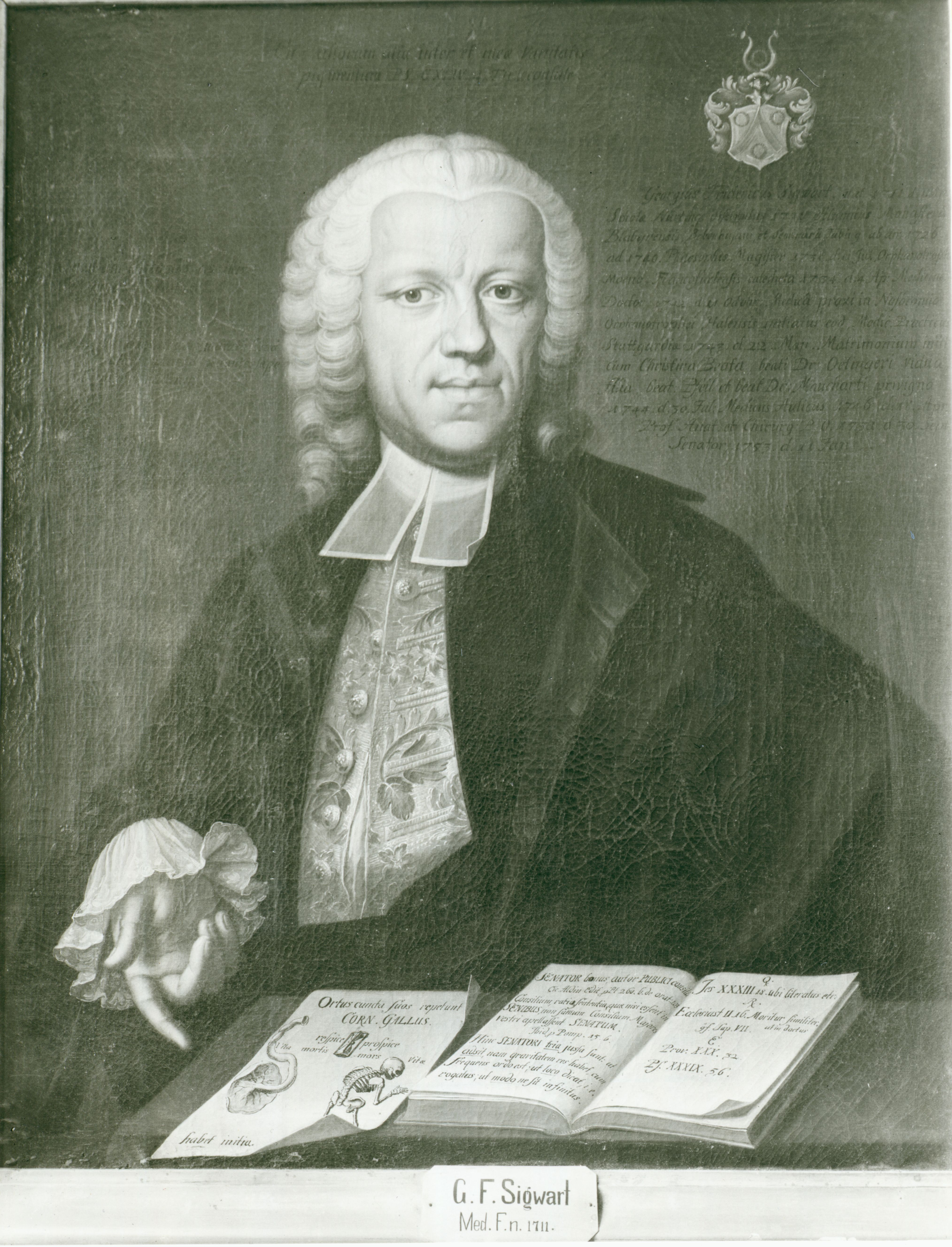
Georg Friedrich Sigwart (1753), Porträt von Wolfgang Dietrich Majer in der Tübinger Professorengalerie

Georg Friedrich Sigwart (* 8. April 1711 in Großbettlingen; † 9. März 1795 in Tübingen) war ein deutscher Anatom und zweifacher Rektor der Universität Tübingen.
Sigwart studierte zunächst Philosophie und Theologie in Tübingen (Magisterdissertation 1731 über „Theses miscellae methaphysicae“) und war als Lehrer in Stuttgart tätig. Später studierte er Medizin an den Universitäten Leipzig und Halle, wo er 1742 promovierte. Von einer Studienreise nach Paris brachte er 1752 wertvolle, chirurgische Instrumente mit. Seine Arbeiten betreffen sowohl chirurgische und ophthalmologische als auch physiologische und patho-physiologische Themen. Unter anderem war er der Leibarzt des Herzogs Carl Eugen von Württemberg. 